# صفي تشرب (فلم)
صفي تشرب هو فيلم تلفزي مغربي من إخراج إدريس الروخ سنة 2012، و بطولة كل من عبد الله ديدان، دنيا بوطازوت، إدريس الروخ، مريم الزعيمي، وآخرين.

## القصة
قبل سنوات عندما كان (إبراهيم) مجرد عاطل بشهادة، وباحث عن فرصة عمل، كان يعيش قصة حب كبيرة، لكنها فشلت، مما جعله يتخذ موقفا سلبيا من كل علاقة جادة أو زواج رغم أنه أصبح ناجحا ومشهورا، وأنه تجاوز سن الأربعين. وفي المقابل نجد أن ابنة خالته (رحمة) تحبه بصدق، وترفض كل من يتقدم لخطبتها عسى أن يطرق (إبراهيم) بابها، غير أنها بدأت تتقدم في السن، وتريد أن تضع حدا لحالة الغموض التي تعيشها فتقرر فعل المستحيل ليتزوج (إبراهيم) بها.